# مارثا روتشا
مارثا روتشا (بالبرتغالية: Martha Rocha‏) هي متسابقة ملكة الجمال وعارضة برازيلية، ولدت في 19 سبتمبر 1936 في سالفادور في البرازيل.